# Gotlandssnipa

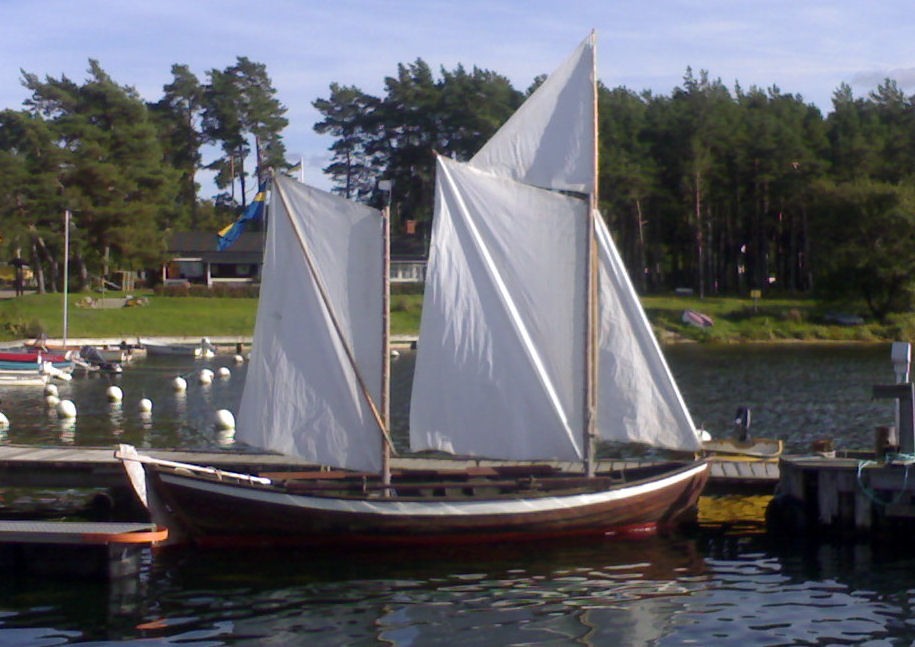
Tvåmänning med sprisegel samt toppsegel, (tupp) byggd år 2000.

Gotlandssnipan är en gotländsk spetsgattad, klinkbyggd ej däckad allmogebåt som är avsedd för rodd eller segling. Gotlandssnipan byggs med få breda bord i furu samt är klent spantad. Gotlandssnipan har en relativt platt rund botten med köl som medför ett litet djupgående. Gotlandssnipan är byggd med hänsyn till Gotlands grunda stränder och behovet att vara lätt att dras upp på stranden. 
Gotlandssnipan har byggts i tre storlekar med en längd från fyra meter till nio meter. Båten benämns efter det antal besättningsmedlemmar, eller hur många par åror som båten drivs fram med. Tullapinnar har gotlandssnipan liksom ölandssnipan en för varje åra. 
- Enmänningen har ett par åror samt en mast, sprisegel och stagfock. Enmänningar kallas även 'toskbat' (torskbåt), framför allt på norra Gotland och på Fårö.

- Tvåmänningen har två par åror och två master med en längd av 18-20 fot (ca 6 m) och en bredd av 1,5 meter. Tvåmänningen användes till fiske nära land samt var den vanligaste lotsbåten på Gotland.

- Tremänning (även kallad storbåt) har tre par åror och tre master, oftast var de riggade med två master. Vid segling förs ett sprisegel på var mast samt fock på främre masten, toppsegel och ibland även klyvare i lättare vind. Längden är sju till nio meter med en bredd från cirka 1,8 meter. Tremänningar byggs med sju tunna bord vardera sida, spant som går från sida till sida samt tre fasta tofter. Tremänningen användes till drivgarnsfiske med en besättning av tre till fyra personer.

Gränsen mellan båttyperna har inte varit entydig. Ibland kallades större tvåmänningar som kunde vara upp till 25 fot för tremänningar, i stället kallades storbåtarna med tre årpar för fyrmänningar.
Regelbundna kappseglingar förekommer på Gotland under sommaren. Gotlandssnipor byggs fortfarande, om än i liten skala.

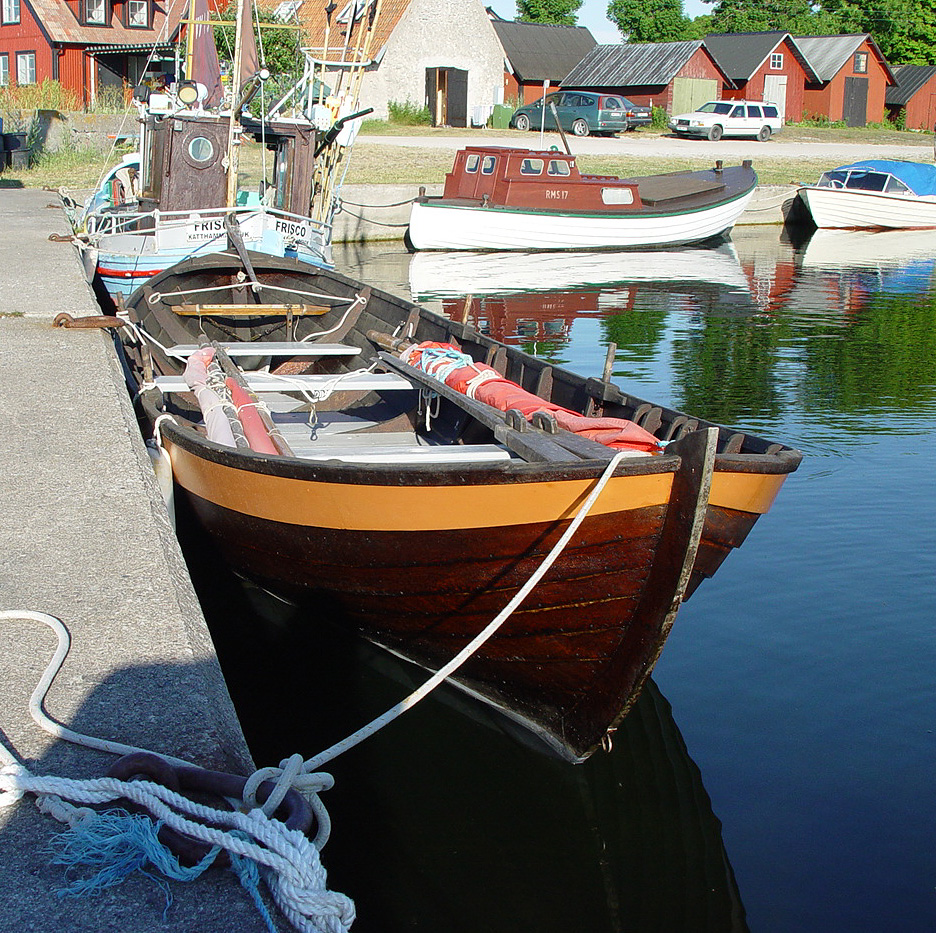
Tvåmänning i Katthammarsvik.
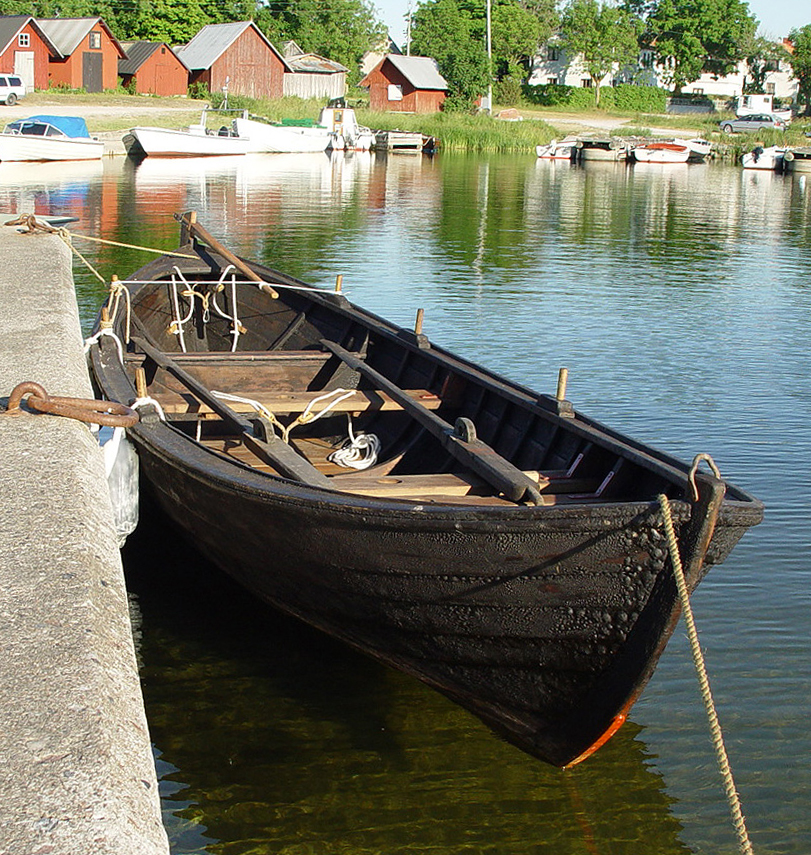
Tremänning vid hamnen i Katthammarsvik.